# Gogol Bordello
Gogol Bordello és un grup nord-americà de punk romaní-gità originari del barri de Lower East Side a Nova York. Els seus trets més característics són les seves frenètiques posades en escena i el seu so inspirat en la música gitana.

## Membres

### Membres actuals
En ordre d'entrada al grup:

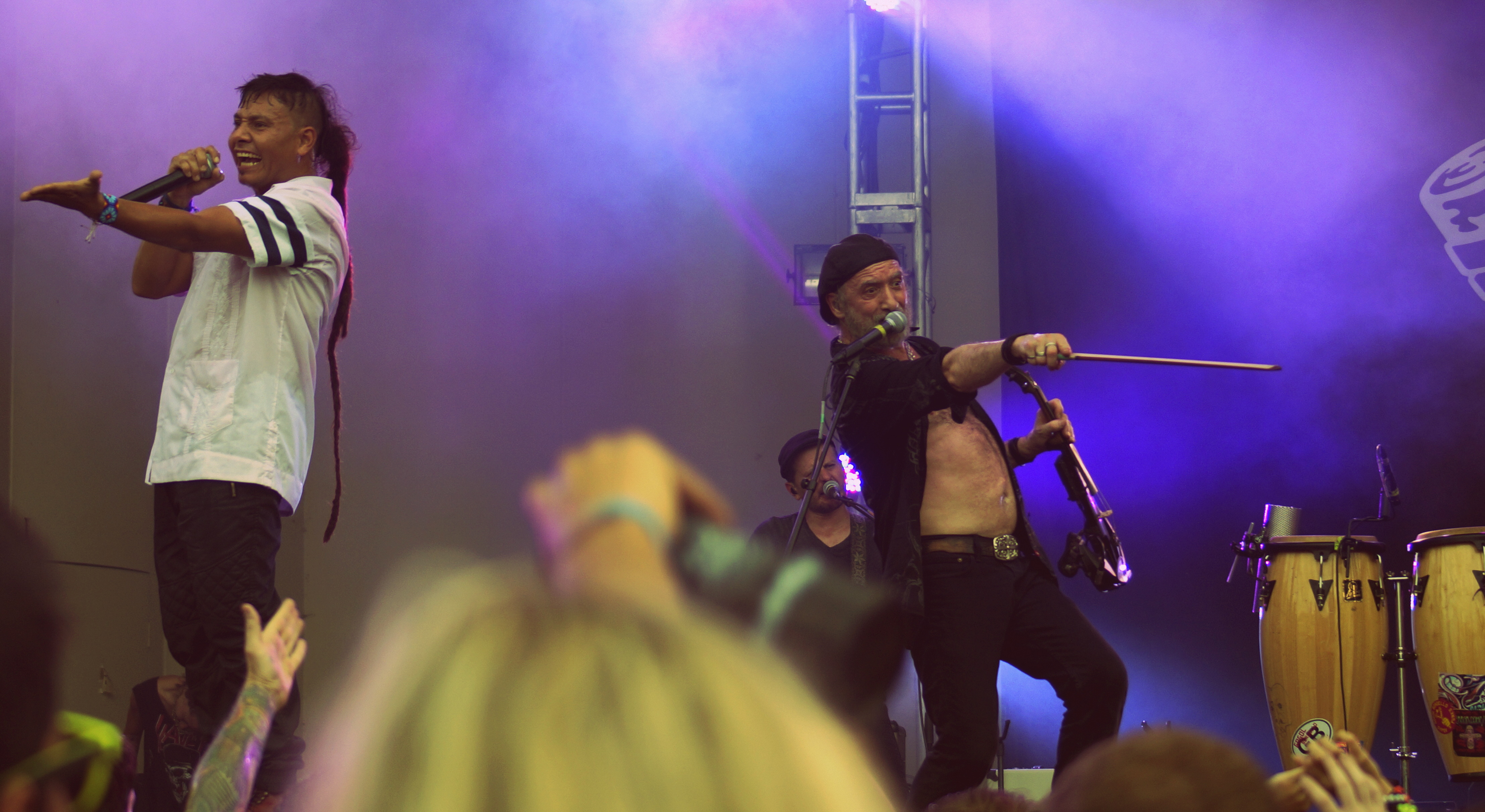
Gogol Bordello (aquí Pedro Erazo i Serguei Riàbtsev) al festival Lollapalooza de Chicago el 2015.

- Eugene Hütz (cantant, guitarra acústica, percussió, fire bucket) - Ucraïna (1999-avui)
- Serguei Riàbtsev (violí, segones veus) - Rússia (2000-avui)
- Pedro Erazo (ragga, percussió, MC) - Equador (2007-avui)
- Boris Pelekh (guitarra, segones veus) – Russia (2015–present)
- Ashley Tobias "TOBI" (segones veus, ball, percussió) – EUA (2017–avui)
- Korey Kingston (bateria) - EUA (2020–avui)
- Gil Alexandre (baix, segones veus) - Brasil (2021–avui)
- Erica Mancini (acordió, segones veus) - EUA (2023-avui)

### Antics membres
En ordre de l'any en que van entrar al grup:
- Pamela Jintana Racine (percussió, segones veus, ball) - EUA (1999–2017)
- Eliot Ferguson (bateria, segones veus) – Florida, EUA (1999–2009)
- Sasha Kazatchkoff (acordió) (1999)
- Vlad Solovar (guitarra) (1999)
- Oren Kaplan (guitarra, segones veus) (no s'ha de confondre amb l'Ori Kaplan mencionat més avall) - Israel (2000–2012)
- Iuri Lémeixev (acordió, segones veus) - Rússia (2001–2013)
- Ori Kaplan (saxofon, segones veus) (no s'ha de confondre amb l'Oren Kaplan mencionat més amunt) – Israel (2001–2004)
- Katheryn McGaffigan (percussió, segones veus, ball) – EUA (2002)
- Susan Donaldson (percussió, segones veus, ball) (2002–2003)
- Andra Ursuta (percussió, segones veus, ball) – Romania (2003–2006)
- Chris Tattersall (bateria, segones veus) – Regne Unit (2004)
- Elizabeth Sun (percussió, segones veus, ball) - Xina i Escòcia (2004-2016)
- Rea Mochiach (baix, percussió, electrònica i programació de ritmes a l'estudi, segones veus) – Israel (2005)
- Karl Alvarez (baix) – EUA (2006)
- Thomas "Tommy T" Gobena (baix) - Etiòpia (2006–2021)
- Oliver Charles (bateria) – EUA (2009–2016)
- Michael Ward (guitarra) – EUA (2011–15)
- James Ward (acordió) – Escòcia (2012-2015)
- Pasha Newmer (acordió; segones veus) – Belarus (2013–2018)
- Vanessa Walters (percussió, segones veus) - EUA (2016–2017), col·laboració
- Alfredo Ortiz (bateria) (2016–2020)
- Kristian Mangieri (harmònica) (dates?)

## Discografia

### Àlbums
| Any  | Àlbum                              | Discogràfica         |
| ---- | ---------------------------------- | -------------------- |
| 1999 | Voi-La intruder                    | Rubric Records       |
| 2002 | Multi Kontra Culti vs. Irony       | Rubric Records       |
| 2005 | Gypsy Punks: Underdog World Strike | SideOneDummy Records |
| 2007 | Super Taranta!                     | SideOneDummy Records |
| 2010 | Trans-Continental Hustle           | American Recordings  |

### Projectes Paral·lels
Gogol Bordello vs. Tamir Muskat - 2004. Col·laboració entre Gogol Bordello i membres de Balkan Beat Box, sota el nom J.U.F., acrònim de Jewish-Ukrainian Freundschaft (amistat judeo-ucraïnesa).